# Puerto de Morro Jable
Puerto de Morro Jable är en hamn på Fuerteventura, Kanarieöarna som tillhör Spanien. Morro Jable ligger i den södra delen av landet, 1 700 km sydväst om Spaniens huvudstad Madrid på fastlandet. Närmaste större samhälle är Costa Calma, 18,1 km nordost om Puerto de Morro Jable. 

## Galleri

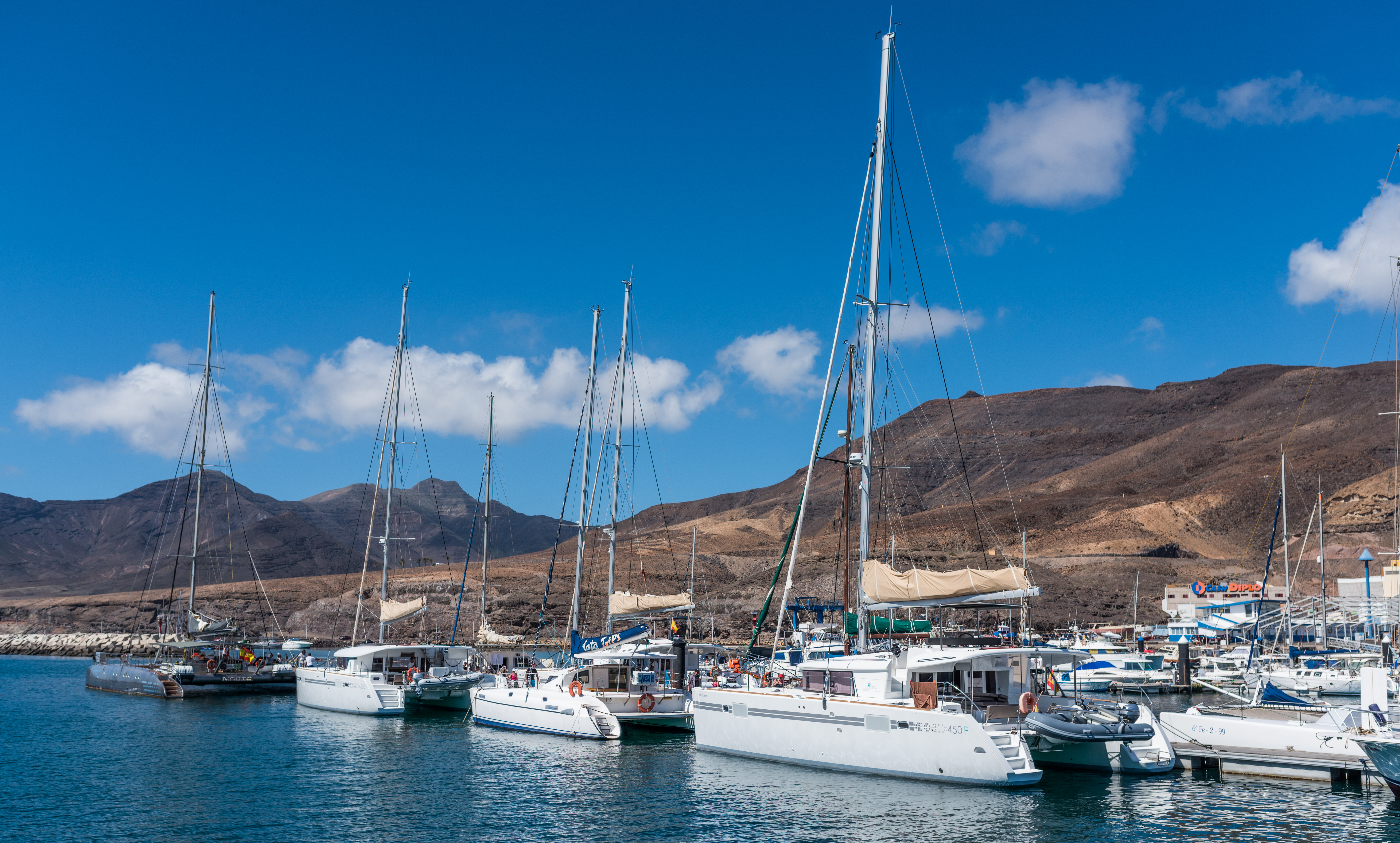
Katamaran turistbåtar i Morro Jable hamn
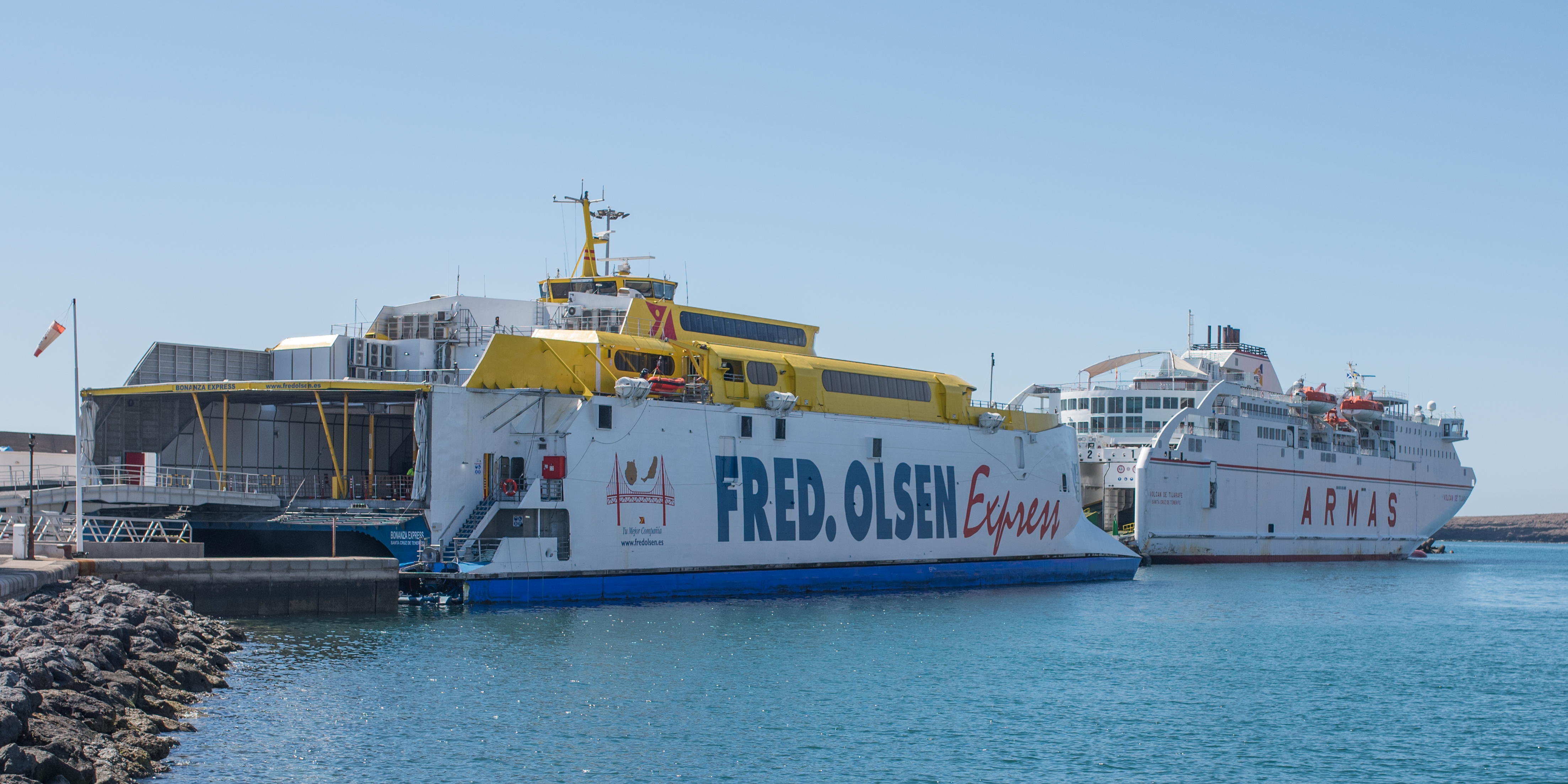
Passagerar- och transportfartyg i Morro Jable hamn
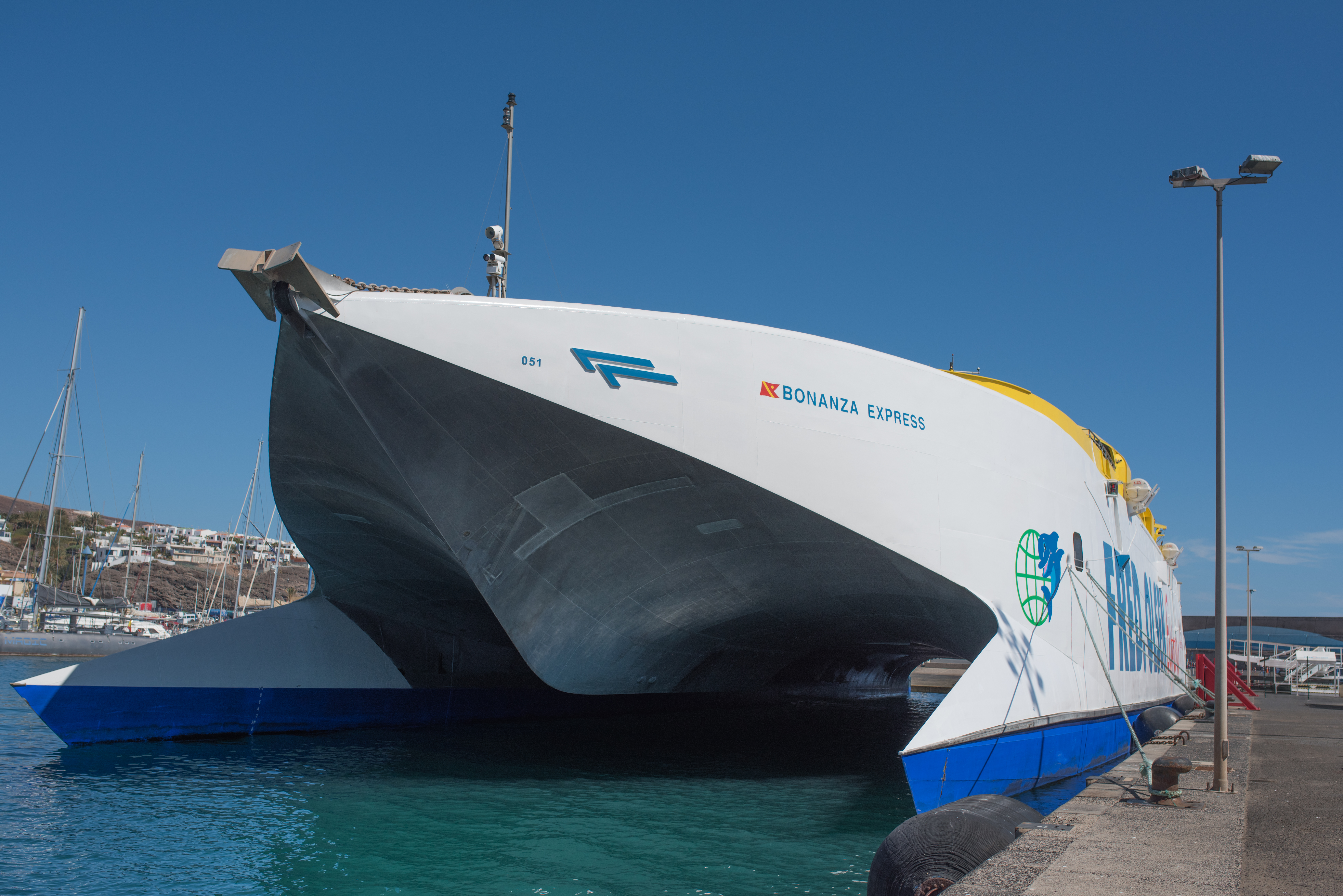
Fred Olsen katamaranfärja i Morro Jable hamn
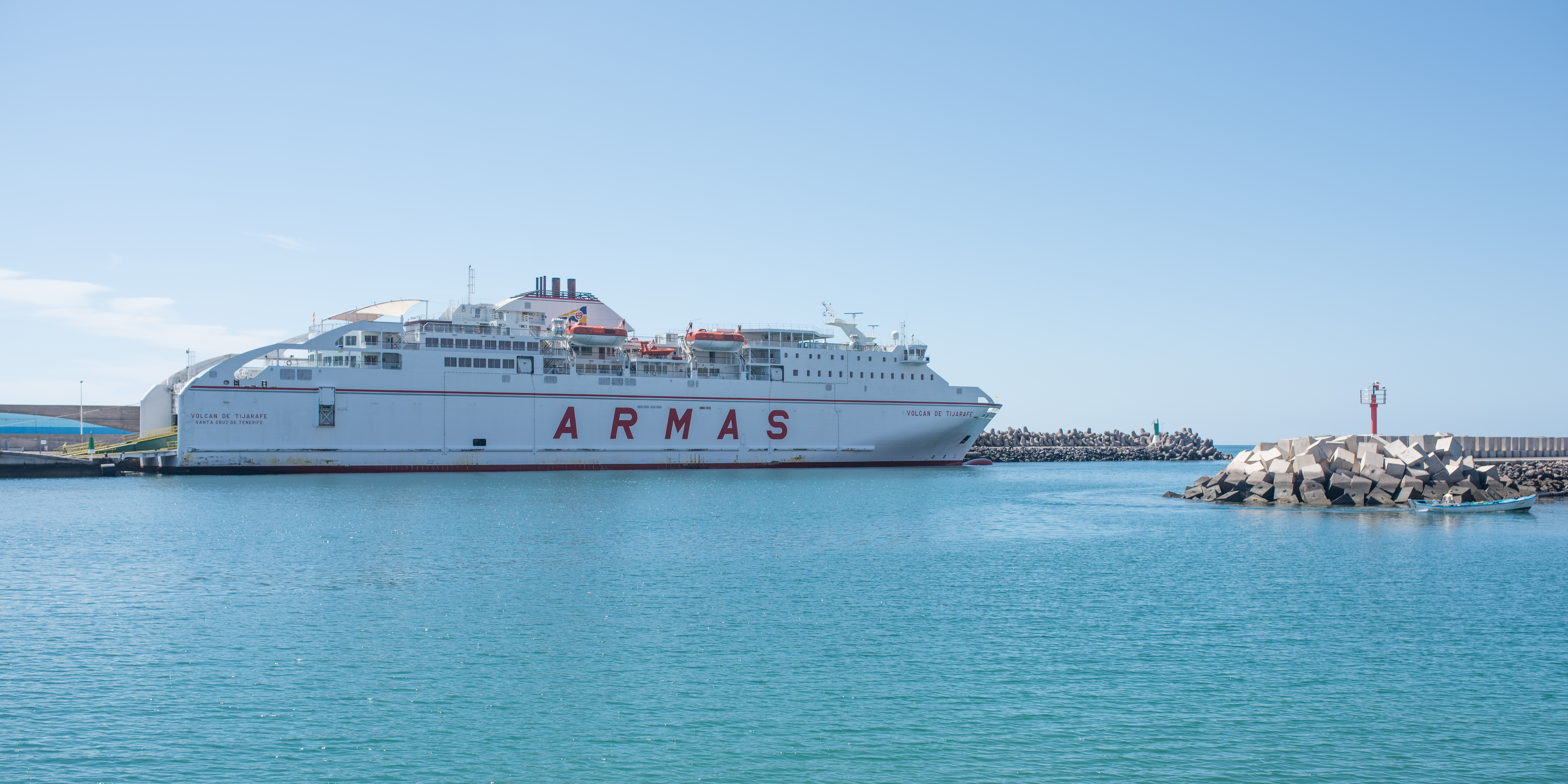
Armas passagerar- och transportfartyg i Morro Jable hamn
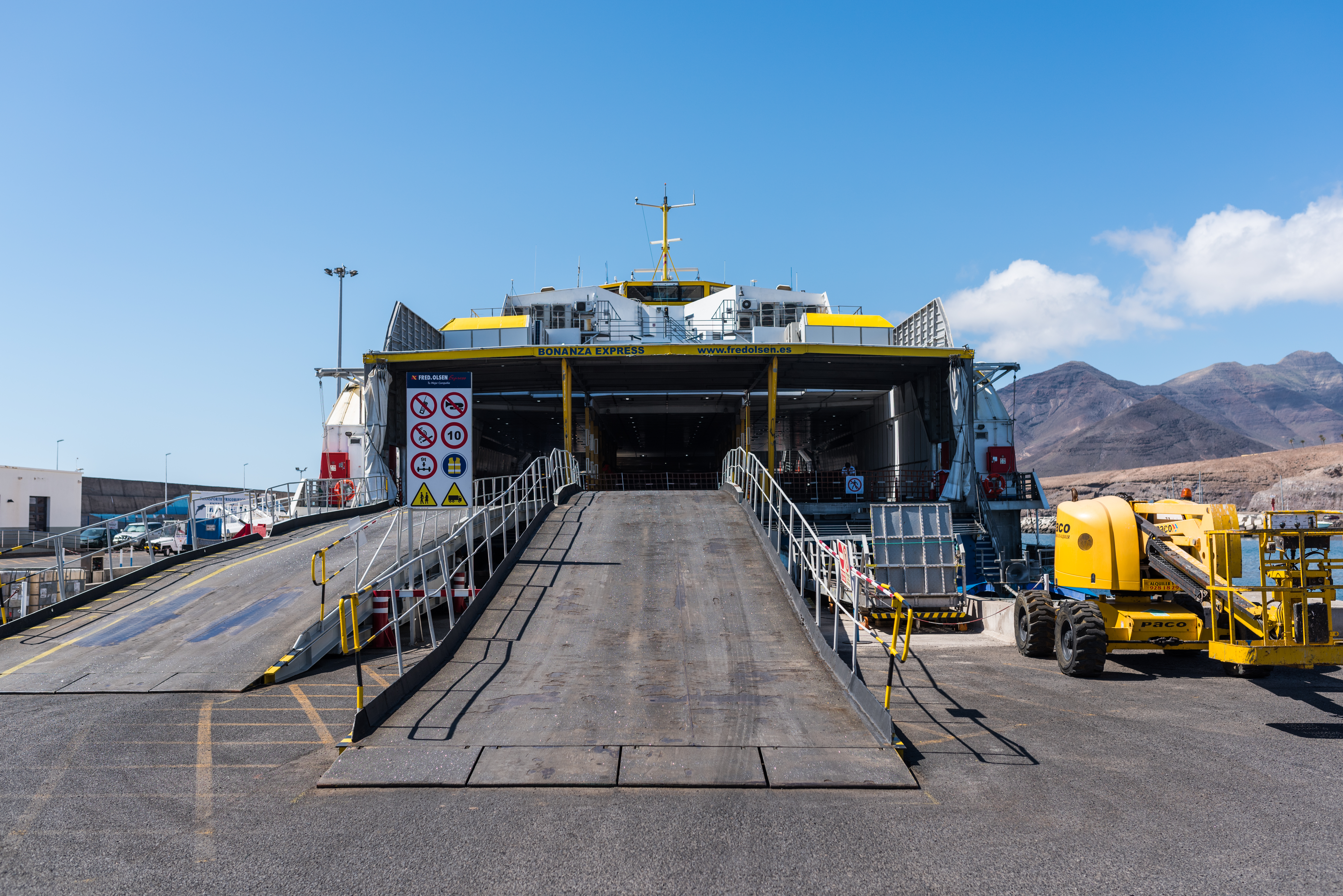
Fred Olsen lastramper i Morro Jable hamn
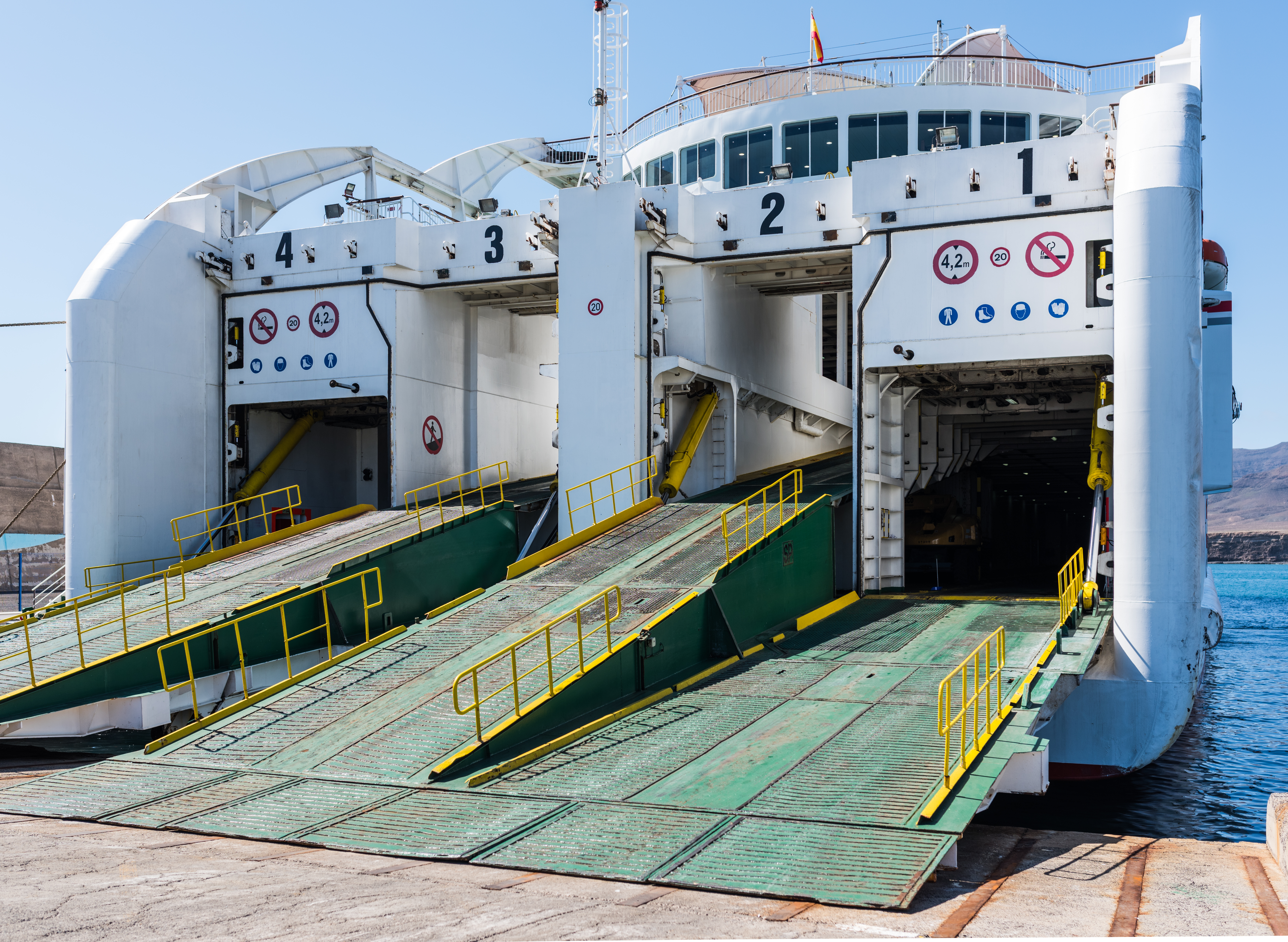
Armas lastramper i Morro Jable hamn
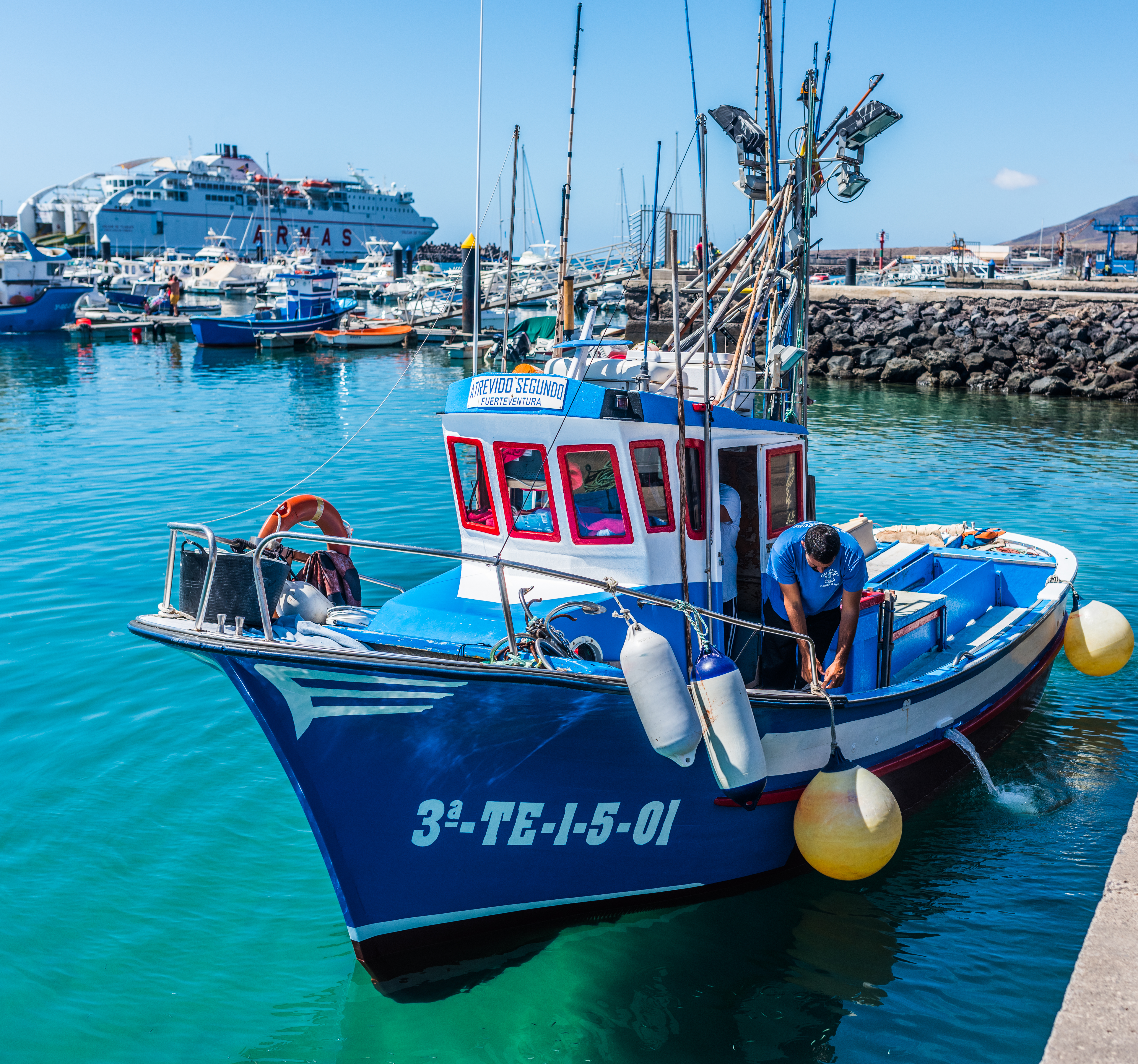
Fiskebåt i Morro Jable hamn
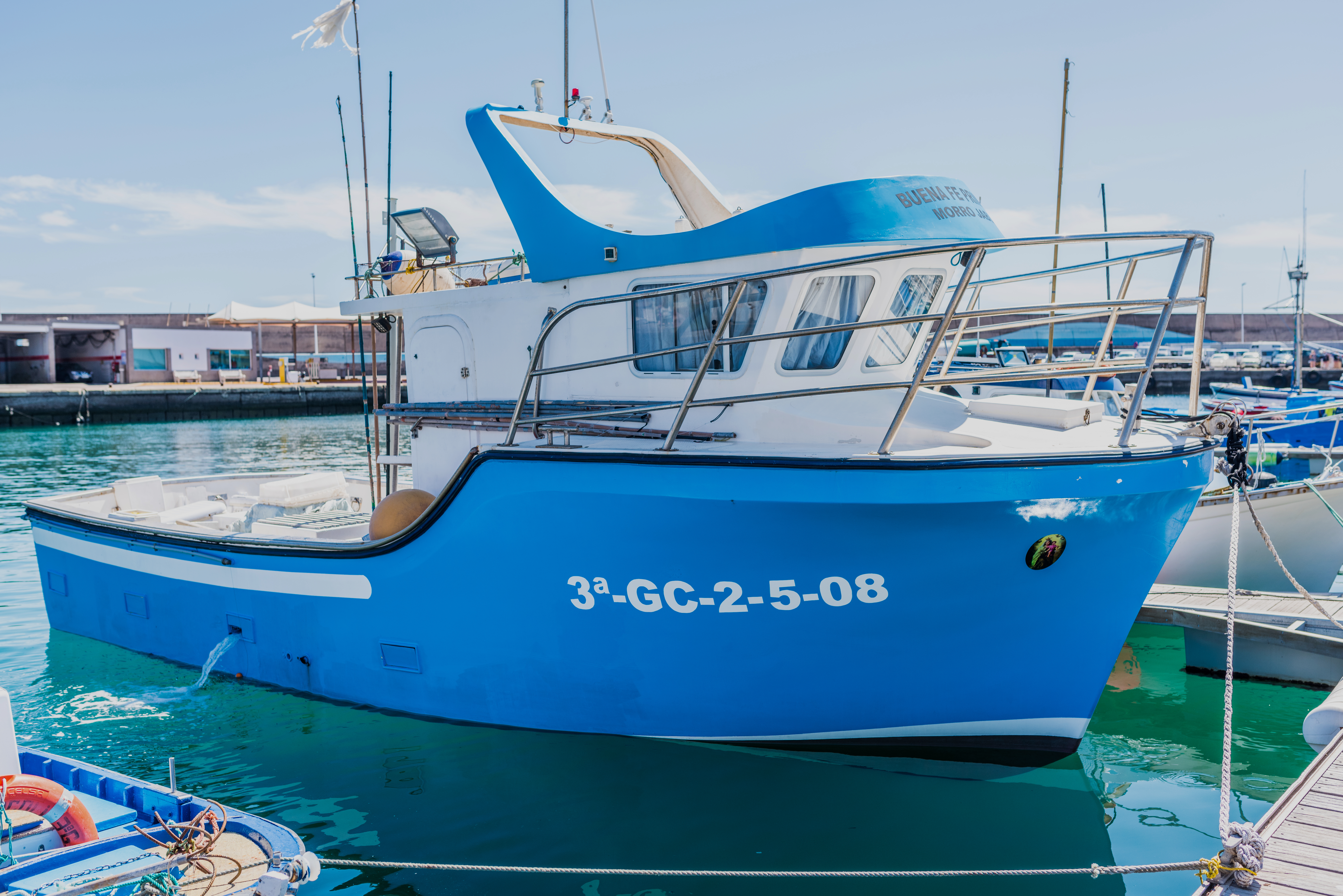
Liten högsjöbåt i Morro Jable hamn
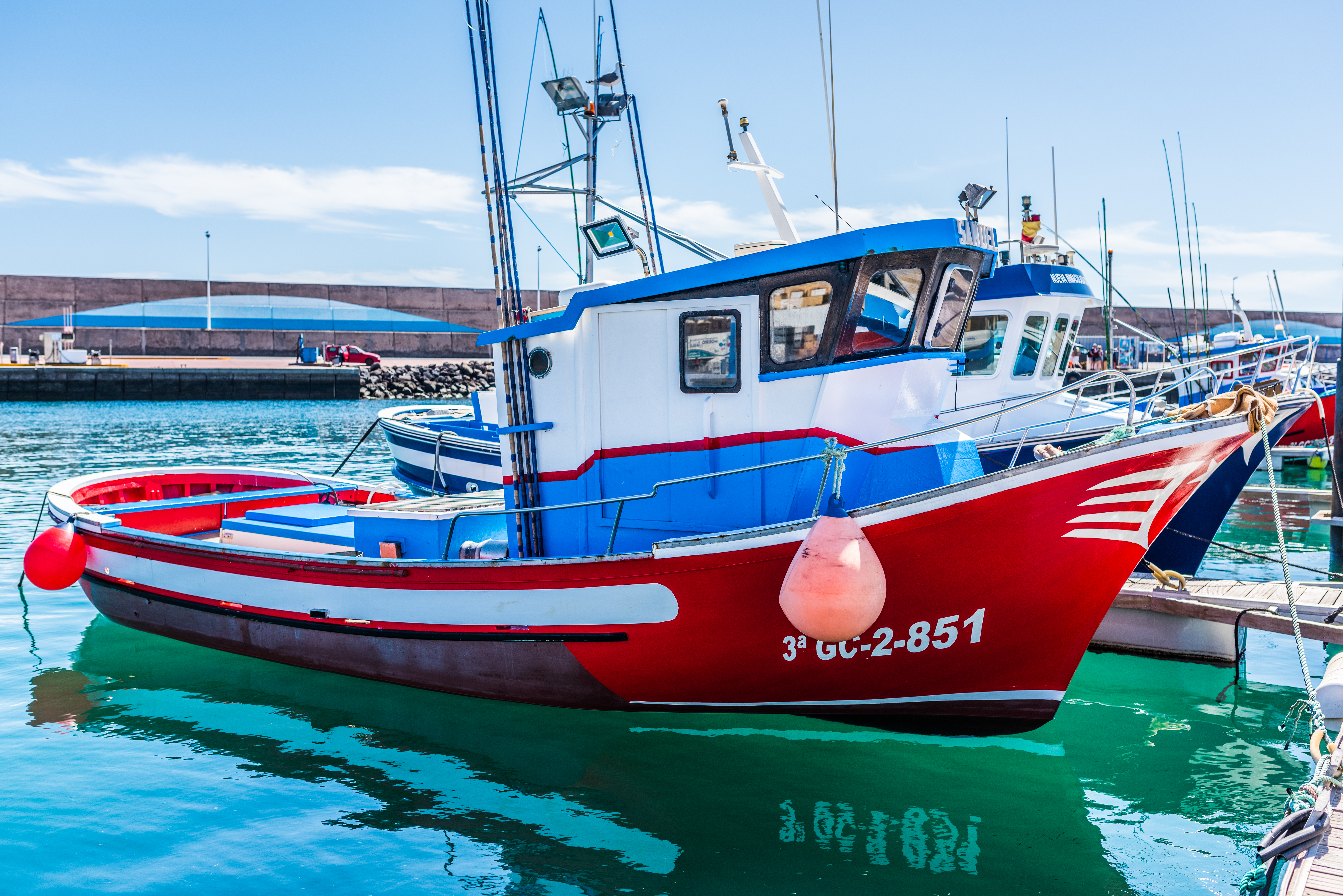
Fiskebåt i Morro Jable hamn
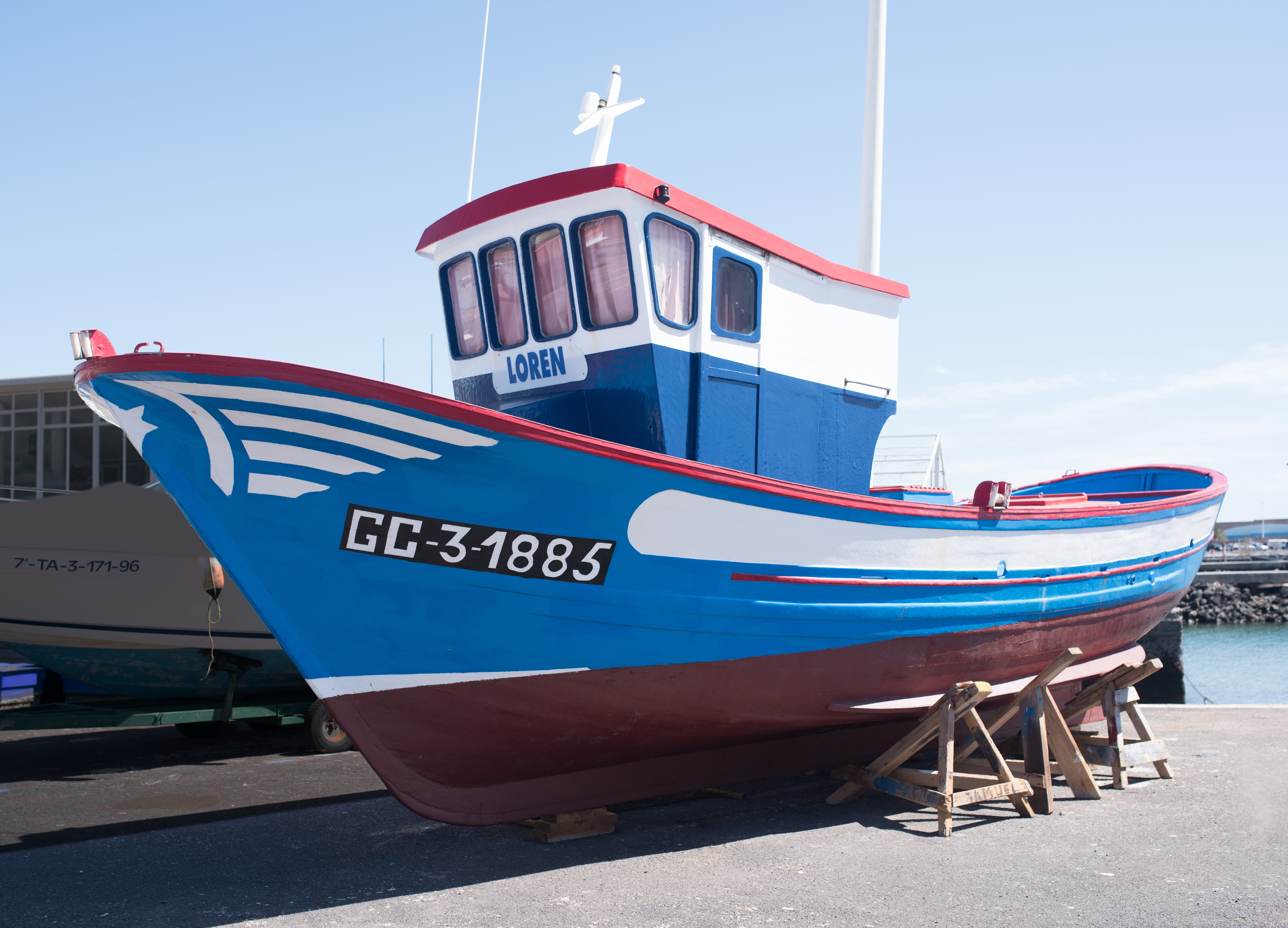
Båt under renovering i Morro Jable